# 150 Brygada Pancerna

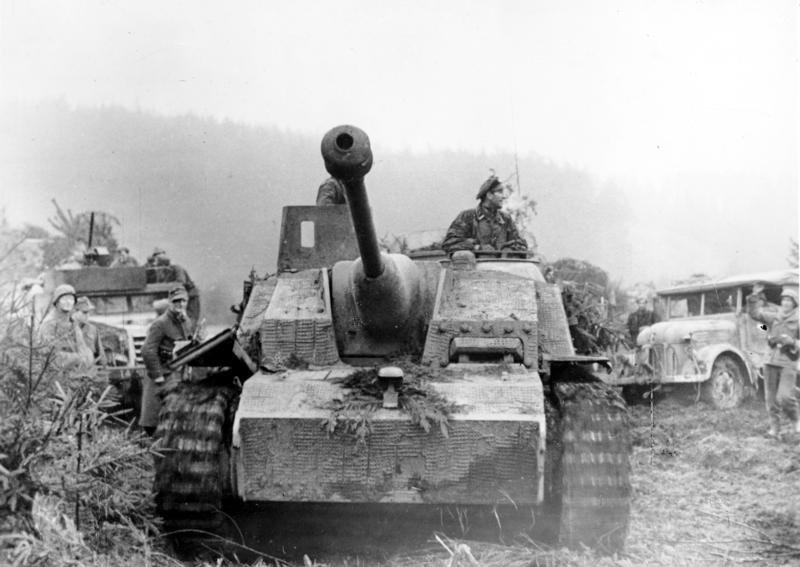
Działo pancerne StuG III, w tle transporter opancerzony M3 Halftrack

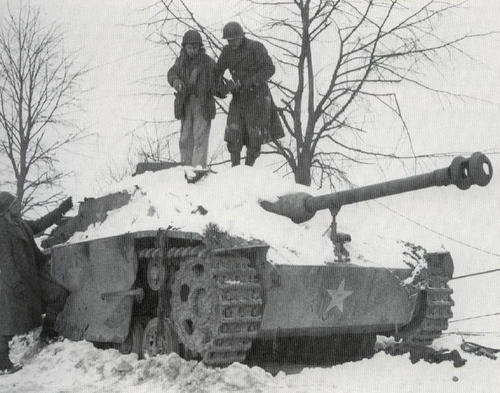
Amerykanie przy dziale pancernym StuG III, ucharakteryzowanym na amerykańskie działo

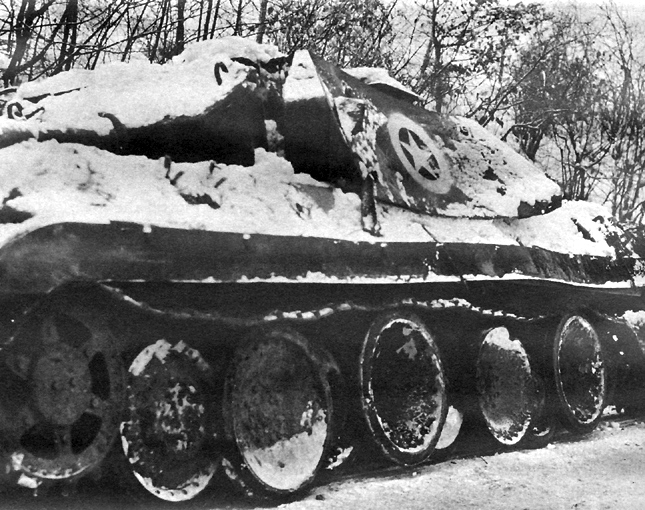
Zniszczony czołg PzKpfw V Panther Ausf. G, ucharakteryzowany na niszczyciel czołgów M10 Wolverine

150 Brygada Pancerna (niem. Panzer-Brigade 150) – związek taktyczny niemieckich sił zbrojnych podczas II wojny światowej, utworzony w celu dywersji na tyłach wojsk alianckich podczas ofensywy w Ardenach na przełomie 1944 i 1945 roku. Brygadą dowodził SS-Obersturmbannführer Otto Skorzeny.
Wbrew obiegowej opinii, 150 Brygada Pancerna nie była jednostką Waffen-SS – składała się z żołnierzy wszystkich rodzajów sił zbrojnych oraz SS, jednakże operacyjnie podlegała 6 Armii Pancernej (podporządkowanej później Waffen-SS).

## Geneza
Jednym z założeń spodziewanego sukcesu ofensywy w Ardenach była dywersja na tyłach alianckich wojsk, opatrzona kryptonimem „Greif” (Gryf). Dokonać jej mieli niemieccy żołnierze przebrani w amerykańskie mundury i wyposażeni w amerykański sprzęt i uzbrojenie (stanowiło to tym samym złamanie postanowień IV konwencji haskiej z 1907 roku). Na ich czele stanął Otto Skorzeny, świeżo awansowany na Obersturmbannführera za operację „Panzerfaust” – 22 października 1944 roku Adolf Hitler osobiście mianował go dowódcą operacji. Wojska wydzielone do operacji „Greif” podzielono na dwa komponenty – działające na tyłach amerykańskich wojsk grupy sabotażystów i 150 Brygadę Pancerną, dowodzoną osobiście przez Skorzenego. Głównym zadaniem Brygady było jak najszybsze zdobycie przepraw na Mozie w miejscowościach Ama, Engis i Huy, jednocześnie wprowadzając zamęt wśród amerykańskiego dowództwa.
Formowanie 150 Brygady rozpoczęto w listopadzie 1944 roku, rekrutacja (około 1000 żołnierzy z Heer, około 800 z Luftwaffe, około 500 z Waffen-SS i około 200 z Kriegsmarine) i szkolenie żołnierzy w bawarskiej miejscowości Grafenwöhr zajęło łącznie 5–6 tygodni, co w ówczesnych warunkach armii niemieckiej już stanowiło znaczny sukces. O wiele gorzej przebiegało wyposażanie Brygady: w niemieckich zapasach nie było wystarczającej ilości zdobycznego sprzętu dla całej brygady. Ostatecznie przydzielono jej zaledwie dwa czołgi M4 Sherman (z czego tylko jeden był sprawny), 10 wozów pancernych, 28 jeepów i 30 moździerzy oraz dział przeciwpancernych (całą, znikomą liczbę amerykańskiej broni ręcznej przekazano dywersantom), resztę uzbrojenia stanowił sprzęt niemiecki, ucharakteryzowany na aliancki – w tym między innymi czołgi PzKpfw V Panther udające amerykańskie niszczyciele czołgów M10 Wolverine.

## Działania
Do połowy grudnia 1944 roku Brygada została przetransportowana w rejon granicy niemiecko-belgijskiej. 14 grudnia ześrodkowała się w rejonie Münsterreifel, skąd 16 grudnia ruszyła w kierunku alianckich pozycji, powoli posuwając się za jednostkami prawego skrzydła 6 Armii Pancernej. Będący na jego czele I Korpus Pancerny SS nie zdołał przebić się przez amerykańskie pozycje i otworzyć drogę ku Mozie dla 150 Brygady Pancernej.
Z związku z tym Skorzeny zwrócił się do dowódcy 6 Armii Pancernej SS-Oberstgruppenführera Josefa Dietricha o użycie jego Brygady jako zwykłej jednostki frontowej, gdyż wskutek silnego oporu sił amerykańskich, który nie pozwolił na przerwanie frontu i wejście na tyły alianckie, rajd dywersyjny stracił sens. Dietrich rozkazał 150 Brygadzie Pancernej marsz w kierunku miejscowości Malmedy, którą miała zdobyć z wykorzystaniem elementu zaskoczenia, wynikającego z jej unikatowego wyposażenia. 150 Brygada Pancerna ruszyła 20 grudnia. W tym samym czasie wydzielony zespół rozpoznawczy wykonywał zwiad w okolicy Malmedy, w trakcie którego jeden z jego żołnierzy został wzięty do niewoli i prawdopodobnie przekazał Amerykanom informacje o planowanym ataku. Pozwoliło to obsadzającym Malmedy 120 Pułkowi Piechoty i 291 Batalionowi Saperów na odpowiednie przygotowanie pozycji obronnych.
Rankiem 21 grudnia 150 Brygada uderzyła na Malmedy z rejonu Baugnez i Ligneuville. Niemcom nie udało się zaskoczyć obrońców i wywiązały się zacięte walki. Podczas dwudniowych bojów 120 Pułk Piechoty odparł wszystkie natarcia Brygady, która utraciła większość sprzętu bojowego (w tym wszystkie Pantery, zniszczone pociskami z bazook), co było wynikiem uderzenia zbyt słabymi siłami pozbawionymi wsparcia artylerii. Niemcy ponieśli wysokie straty (ranny został także Skorzeny) i zalegli na podejściach do miasta. Od 23 do 25 grudnia niemieckie lotnictwo bombardowało obrońców, jednakże osłabiona 150 Brygada Pancerna nie była w stanie tego wykorzystać i przez kilka kolejnych dni zajmowała pozycje obronne. 28 grudnia została zluzowana przez 18 Dywizję Grenadierów Ludowych z LXVI Korpusu Armijnego i wycofana na tyły, gdzie została rozwiązana.
Ostatecznie 150 Brygada Pancerna nie wypełniła żadnego z postawionych przed nią celów – jako jednostka dywersyjna nie zdobyła przepraw na Mozie, a jako jednostka frontowa nie opanowała Malmedy.

## Organizacja
Dowódcami 150 Brygady Pancernej byli:
- Oberstleutnant Hermann Wulf od listopada do 14 grudnia 1944 roku
- SS-Obersturmbannführer Otto Skorzeny od 14 grudnia 1944 do stycznia 1945 roku

Ordre de bataille:
- Dowództwo i sztab 150 Brygady Pancernej
  - Grupa Bojowa X – SS-Obersturmbannführer Willi Hardieck, następnie SS-Hauptsturmführer Adrian von Fölkersam
    - 3 kompanie piechoty
    - 2 plutony piechoty zmotoryzowanej
    - 2 plutony przeciwpancerne
    - 2 plutony moździerzy
    - pluton inżynieryjny
    - pluton łączności

  - Grupa Bojowa Y – Hauptmann Scherff
    - 3 kompanie piechoty
    - 2 plutony piechoty zmotoryzowanej
    - 2 plutony przeciwpancerne
    - 2 plutony moździerzy
    - pluton inżynieryjny
    - pluton łączności

  - Grupa Bojowa Z – Oberstleutnant Wolf
    - 3 kompanie piechoty
    - 2 plutony piechoty zmotoryzowanej
    - 2 plutony przeciwpancerne
    - 2 plutony moździerzy
    - pluton inżynieryjny
    - pluton łączności

Łącznie 150 Brygada Pancerna liczyła 2676 żołnierzy, w tym:
- 90 oficerów,
- 448 podoficerów,
- 2138 szeregowych.

Na jej wyposażeniu znajdował się następujący sprzęt:
- produkcji amerykańskiej:
  - 2 czołgi M4 Sherman (1 sprawny, 1 w naprawie),
  - 6 transporterów opancerzonych M3 Halftrack,
  - 4 samochody pancerne M8 Greyhound,
  - 28 jeepów,
  - 9 ciężarówek,
  - 21 motocykli;
- produkcji niemieckiej:
  - 5 czołgów PzKpfw V Panther,
  - 5 dział pancernych StuG III,
  - 6 transporterów opancerzonych Sd.Kfz.251,
  - 4 transportery opancerzone Sd.Kfz.250,
  - 6 samochodów pancernych Sd.Kfz.234,
  - 51 samochodów cywilnych,
  - 127 ciężarówek,
  - 55 motocykli;

Żołnierze wyposażeni byli w:
- 226 lekkich karabinów maszynowych,
- 31 ciężkich karabinów maszynowych,
- 24 amerykańskie moździerze kalibru 4.2 cale,
- 24 niemieckie moździerze kalibru 8 cm,
- 5 amerykańskich dział przeciwpancernych kalibru 3 cale,
- 14 amerykańskich dział przeciwpancernych kalibru 57 mm.